# Bill MacKenzie
Pour les articles homonymes, voir Mackenzie.
William Kenneth MacKenzie, dit Bill MacKenzie, (né le 12 décembre 1911 à Winnipeg, province du Manitoba au Canada - mort le 29 mai 1990) est un joueur professionnel canadien de hockey sur glace qui a évolué au poste de défenseur,.

## Carrière de joueur
Il a commencé sa carrière professionnelle en 1947 avec les Black Hawks de Chicago dans la Ligue nationale de hockey. En 1934-1935, il a commencé la saison avec les Maroons de Montréal, futurs vainqueurs de la Coupe Stanley, avant d'être échangé aux Rangers de New York. Il a remporté la Stanley en avec les Black Hawks en 1938. Il a également porté les couleurs des Canadiens de Montréal. Il met un terme à sa carrière en 1949 après avoir joué quatre ans avec les Barons de Cleveland de la Ligue américaine de hockey. Il a gagné la Coupe Calder en 1941.

## Carrière d'entraîneur
Il a entraîné les Wheat Kings de Brandon de la Ligue de hockey junior du Manitoba de 1947 à 1949.

## Trophées et honneurs personnels
Ligue américaine de hockey
- 1941, 1942 : élu dans la première équipe d'étoiles.
- 1943 : élu dans la seconde équipe d'étoiles.

IAHL
- 1940 : élu dans la première équipe d'étoiles.

Manitoba
- Membre du temple de la renommée[3].

## Statistiques
| Saison     | Équipe                 | Ligue      |     | Saison régulière | Saison régulière | Saison régulière | Saison régulière | Saison régulière |   | Séries éliminatoires | Séries éliminatoires | Séries éliminatoires | Séries éliminatoires | Séries éliminatoires |
| Saison     | Équipe                 | Ligue      | PJ  | B                | A                | Pts              | Pun              | PJ               | B | A                    | Pts                  | Pun                  |                      |                      |
| 1932-1933  | Black Hawks de Chicago | LNH        | 36  | 4                | 4                | 8                | 13               | -                | - | -                    | -                    | -                    |                      |                      |
| 1933-1934  | Maroons de Montréal    | LNH        | 48  | 4                | 3                | 7                | 20               | 4                | 0 | 0                    | 0                    | 0                    |                      |                      |
| 1934-1935  | Maroons de Montréal    | LNH        | 5   | 0                | 0                | 0                | 0                | -                | - | -                    | -                    | -                    |                      |                      |
| 1934-1935  | Rangers de New York    | LNH        | 15  | 1                | 0                | 1                | 10               | 3                | 0 | 0                    | 0                    | 0                    |                      |                      |
| 1935-1936  | Bulldogs de Windsor    | LIH        | 0   | 10               | 8                | 18               | 52               |                  |   |                      |                      |                      |                      |                      |
| 1936-1937  | Maroons de Montréal    | LNH        | 10  | 0                | 1                | 1                | 6                | -                | - | -                    | -                    | -                    |                      |                      |
| 1936-1937  | Canadiens de Montréal  | LNH        | 39  | 4                | 3                | 7                | 22               | 5                | 1 | 0                    | 1                    | 0                    |                      |                      |
| 1937-1938  | Canadiens de Montréal  | LNH        | 11  | 0                | 0                | 0                | 4                | -                | - | -                    | -                    | -                    |                      |                      |
| 1937-1938  | Black Hawks de Chicago | LNH        | 35  | 1                | 2                | 3                | 20               | 7                | 0 | 1                    | 1                    | 11                   |                      |                      |
| 1938-1939  | Black Hawks de Chicago | LNH        | 47  | 1                | 0                | 1                | 36               | -                | - | -                    | -                    | -                    |                      |                      |
| 1939-1940  | Reds de Providence     | IAHL       | 21  | 6                | 7                | 13               | 20               | -                | - | -                    | -                    | -                    |                      |                      |
| 1939-1940  | Black Hawks de Chicago | LNH        | 20  | 0                | 1                | 1                | 14               | -                | - | -                    | -                    | -                    |                      |                      |
| 1940-1941  | Barons de Cleveland    | LAH        | 56  | 7                | 10               | 17               | 34               | -                | - | -                    | -                    | -                    |                      |                      |
| 1941-1942  | Barons de Cleveland    | LAH        | 56  | 5                | 12               | 17               | 20               | -                | - | -                    | -                    | -                    |                      |                      |
| 1942-1943  | Barons de Cleveland    | LAH        | 42  | 6                | 8                | 14               | 18               | -                | - | -                    | -                    | -                    |                      |                      |
| 1944-1945  | Barons de Cleveland    | LAH        | 13  | 0                | 2                | 2                | 6                | -                | - | -                    | -                    | -                    |                      |                      |
| Totaux LNH | Totaux LNH             | Totaux LNH | 266 | 15               | 14               | 29               | 145              | 19               | 1 | 1                    | 2                    | 11                   |                      |                      |